# 육군포병학교
육군포병학교(陸軍砲兵學敎, 영어: ROK Field Artillery School)는 포병의 양성, 보수 교육을 실시하고 포병 병과의 전투발전 업무를 수행하는 대한민국 육군 교육기관의 일부이다. 포병병과의 요람이다.

## 역사(포병과 포병학교)

### 창설과 이전
대한민국은 1947년 이후 각종 병과학교를 창설하였는데, 미군으로부터 인수하는 중화기 교육을 위하여 1948년 6월 27일 제 1, 2, 3훈련소를 설치하여 제 2(서울 용산), 3(경남 진해)훈련소에서 포병교육을 담당하게 되었다. 이후 제2,3훈련소에서 포병장교 육성을 위한 교육이 실시되고 1948년 10월 25일 영등포에서 잠정적으로 육군 야전포병단이 만들어져 포병병과 창설을 준비하게 되었다. 이날을 기념하여 10월 25일은 ‘포병의 날’로 제정되었다. 1948년 12월 15일부로 국군조직법 제3장 12조의 규정에 의하여 포병과(砲兵科)가 승인되어 육군의 병과로 창설되었다. 포병 학교는 1949년 10월 15일 신응균 대령을 초대학교장으로 용산에서 야전포병단으로 창설되었다. 포병학교는 6․25전쟁으로 해체된 후 1950년 9월 경남 진해에서 재창설되었고, 1951년 11월에는 광주 상무대로 이전하였다.

### 6.25전쟁
6․25전쟁당시 한국군 포병은 북한에 비해 1:8.8로 절대적인 열세였다.
| 국가                   | 무기체계           | 문수                | 사거리     |
| ---------------------- | ------------------ | ------------------- | ---------- |
| 대한민국               | M3 105밀리 곡사포  | 88(91문 중 3문 고장 | 6,525미터  |
| 조선민주주의인민공화국 | 122밀리 곡사포     | 172                 | 11,710미터 |
|                        | 76.2밀리 평,곡사포 | 380                 | 13,090미터 |
|                        | 76.2밀리 자주포    | 176                 | 11,260미터 |

전쟁발발시 육군의 포병은 7개 대대로 전방 4개 사단에 각 1개 대대가 예속되어 있었고, 옹진지구의 제17연대에는 제7포병대대가 지원되었으며, 2포병대대는 용산에 위치한 포병학교의 교도대대에서 임무를 수행하고 있었다. 육군의 포병은 열세에도 불구하고 개전초기의 옹진지구 전투, 축석령지구 전투, 화천-소양강 북안지역 전투에서 적의 진출을 지연하였으며, 낙동강지구 전투에서는 낙동강전선을 지키는데 큰 기여를 했다. 전선이 교착된 이후에는 저격능선 전투, 피의 고지 전투, 백마고지 전투에서 화력지원을 실시했다.
전쟁이 발발하자 포병학교에서는 교관들을 비상소집하여 최소한의 인원을 남기고 20여명을 관측장교임무를 수행할 수 있도록 의정부 방면으로 이동시켰다. 그리고 교육생들은 전방 포병부대로 탄약을 수송하는 임무를 수행하였다. 특히, 축석령 지구 전투에서 포병학교 교관들은 악조건에서 관측장교로 임무를 수행하면서 전사하였고, 교도대대장이었던 김풍익 소령은 적 전차가 포진지 10m 전방까지 접근하는 것을 기다렸다가 직접조준사격하여 포를 파괴시키고, 적 전차 사격에 의해 전사하였다.

### 6.25전쟁 이후 포병의 발전
6․25전쟁 이후 포병은 조직을 재정비하였으며, 1970년대에는 미국으로부터 8인치자주곡사포(M110)와 175밀리 자주평사포(M107), 어네스트 존(Honest John)을 도입하여 포병전력을 증강시켰다. 1970년대 후반에는 105밀리 견인곡사포 KH178과 155밀리 견인곡사포 KH179 개발을 성공시켰으며, 1981년에는 자체 개발한 130밀리 다련장 로켓(구룡)을 전력화시켰다. 그리고 1985년부터는 미국과 한국에서 공동생산한 KM109A2(K55)를 야전에 배치하여 한국군 포병의 주력화포로 운용하였다. 1990년대 이후에는 K9 자주포를 개발하였으며 대구경 다련장(MLRS)을 도입하여 전력화하였다. 또 대포병 감시레이다인 AN/TPQ-36/37 표적탐지레이다를 도입하였다.

## 지휘관
포병학교장은 화력센터장을 겸하고 있으며, 포병병과의 대표이다. 역대 지휘관 중에는 제1대 신응균 대령, 제2대 김계원 전 참모총장, 제6대 박정희 전 대통령, 제8대 노재현 전 국방부장관 등이 있다.

## 임무

### 포병병과
포병은 보병이나 기갑부대의 작전을 지원하고, 전투부대가 승리를 획득할 수 있도록 협력하는 역할을 주임무로 하는 육군 병과이다.

### 포병학교
포병학교는 포병장교․부사관․병사를 육성한다. 해병대 포병을 비롯해 연간 6,000여명의 포병장병을 교육하고 있으며, 2013년 3월 현재까지 50만여명에 달하는 포병을 배출했다. 포병학교는 포대장, 사단급 이하제대 참모장교 직무수행능력을 구비하는 고등군사반(OAC), 관측장교, 전포대장, 대대급 참모장교 전투임무수행능력을 구비하는 초등군사반(OBC), 포술전문가 육성을 위한 사격지휘 장교 및 부사관반, 포대 행정보급관, 사격통제관, 정비반장, 포반장 등의 임무수행능력 구비를 위한 부사관반, 자주포 정비 및 조종 능력 구비를 목표로 하는 특기병 교육, 예비역 장교 및 부사관의 보수교육을 담당하고 있다.

## 편성 및 조직

### 포병병과
포병부대는 대한민국 육군 직할에 유도탄사령부, 교육사령부 예하에 포병학교가 있다. 1야전군 예하에는 11야전포병단이 있으며, 2군단예하 2포병여단, 3군단 예하 3포병여단, 9군단 예하 12포병단이 있다. 3야전군 예하 수도군단에 수도포병여단, 1군단 예하 1포병여단, 5군단 예하 5포병여단(1야전포병단, 5야전포병단, 8동원포병단), 6군단 예하 6포병여단, 7군단 예하 7포병여단이 편성, 조직되어 있다.

### 포병학교
포병학교는 2012년 12월 1일부로 조직이 개편되어 현재 3개의 교육단(전술교육단, 포술1교육단, 포술2교육단)으로 편성된 교육여단, 전투발전부, 행정부 그리고 평가실 및 정훈공보실로 편성, 운영되고 있다.

### 화력센터
화력센터는 2012년 3월 22일 포병학교 내에 개관되었다. 미래전 양상과 무기체계 발전 추세에 따라 화력의 중요성이 증대되는 가운데 효과적 화력 운용을 위한 중심 역할을 수행하기 위해 만들어졌다. 화력센터는 화력학술세미나 개최, “How to fight" 아이디어, 교리 및 전투발전 요구제안 경연대회 개최, 미래 보병사단 화력지원 능력 검증 전투실험, 미210화력여단, 국방과학연구소(ADD) 등의 유관기관과의 MOU 체결 등의 활동을 하고 있다.

### 부사관 교육센터
부사관 교육센터는 2013년 1월 28일 창설되었다. 부사관 교육센터는 포병학교에 입교하는 모든 부사관을 전담하여 교육하는 기관으로, 육군에 있는 병과학교 중 처음으로 창설되었다. 센터장을 비롯해 모든 교관이 부사관으로 구성된다.

## 무기체계
대한민국 육군 포병의 주요 장비는 곡사포로 K-55 자주포, K-9 자주포 등이 있으며, 미사일은 대구경 다련장로켓(MLRS / ATACMS), 현무가 있다. 기타장비로는 대포병탐지레이다(AN/TPQ-36․37), K10 탄약보급장갑차 등이 있다.
포병학교는 K-9등의 무기체계를 포병장병 교육에 활용하고 있다.

## 학교 동문
사격지휘86기

## 상징물

### 포병병과 마크
포병병과마크는 1947~1971년까지는 미군의 병과 휘장을 모방해 사용하다가 1971년 정복개정과 동시 현재의 병과마크를 사용하고 있다. 두개의 포신을 교차시킨 형태로 포열 받침 및 앞장 덮개를 통해 포병임을 표시했다. 교차된 두 개의 포신은 조선시대의 포인 비천뢰를, 가운데는 장군전을 의미한다.

### 포병학교 마크
포병학교 마크의 외부 백색은 단결을, 적색은 충성심과 포병화력을, 청색바탕은 평화를, 내부모형은 화포의 원형을, 하단부의 ‘알아야 한다’는 학교훈을 나타낸다.

### 야전포병대가
야전포병대가는 1950년 6월경 만들어진 것으로 추정된다. 작사자 이용전은 6월 26일 문산지구전투에서, 작곡자 노재린은 6월 28일 서울지구 전투에서 각각 전사하였다.

### 포병학교가
포병학교가는 2006년 김진항 작사, 박봉수 작곡에 의해 새롭게 만들어졌으며, 사용되고 있다.
거친 구름 개이고 새날이 왔다
우리는 국군의 길 영예의 포병
구르는 바퀴마다 다짐이 되어
내 조국 지키는데 목숨 아끼랴
우리는 포병이다 알아야 한다
뭉쳐서 가꿔보자 포병의 전당

### 포병학교 모토/구호
포병학교의 모토는 “화력의 시작점(Fires starts, here!)"이다. 육군의 모든 포병 장병이 포병학교를 통해 배출되고, 포병학교의 전수내용이 포병전술의 지침서와 같은 역할을 한다는 의미를 포함한다.
포병학교의 구호는 “우레(Uleh!)"다. 위키백과에 ‘우레’는 번개에 의해 1만
도 이상 가열된 공기가 폭발하면서 나는 울림, 소리, 방전현상으로 정의돼 있다. 군에서 이런 ‘우레’의 폭발력과 가장 어울리는 특성이 있는 무기체계는 포병의 대포다. ‘우레’는 오랜 역사 속에서 포병을 가리키는 단어로 사용됐다. 세계에서 가장 위대한 명장 이순신 장군은 명량해전을 기록한 난중일기에서 “나는 노를 바삐 저어 앞으로 돌진해 지자총통·현자총통 등 각 총통을 쏘아대어 마치 나가는 게 바람 같기도 하고 우레 같기도 하다”면서 그 빠름과 강력한 폭발력을 우레로 묘사했다. 이러한 특징과 역사를 착안해 포병학교장(소장오정일)이 학교의 구호로 제정했다. 여기에 더해 ‘우레’에 ‘격려와 배려, 칭찬’의 선진 병영문화 정착을 위한 다짐을 불어 넣었다. 영어로 ‘Uleh’. U는 Understand, L은 Love, E는 Eager, H는 Happy의 약자다. “서로 이해하고, 사랑하면서, 하나의 목표를 갈망하면 모두가 행복해진다”라는 미래 선진 병영문화 창조의 의지가 담겨 있다.

## 포병학교 언론보도

### 2014년
- (포병학교) 병영문화 혁신은 인성교육에서 시작된다 (국방일보 12월 26일)http://kookbang.dema.mil.kr/kookbangWeb/view.do?ntt_writ_date=20141226&parent_no=7&bbs_id=BBSMSTR_000000000004%5B깨진+링크(과거+내용+찾기)%5D
- 육군포병학교 ‘미 포병학교 유학사’ 출간 (국방일보 10월 16일) http://kookbang.dema.mil.kr/kookbangWeb/view.do?ntt_writ_date=20141017&parent_no=6&bbs_id=BBSMSTR_000000000004%5B깨진+링크(과거+내용+찾기)%5D
- 28년간의 우정이 연합 화력 성장동력으로 진화 (국방일보 10월 2일) http://kookbang.dema.mil.kr/kookbangWeb/view.do?ntt_writ_date=20141002&parent_no=12&bbs_id=BBSMSTR_000000000138%5B깨진+링크(과거+내용+찾기)%5D
- 육군포병학교, 합동화력 전문가 ‘요람’으로 (국방일보 9월 24일) http://kookbang.dema.mil.kr/kookbangWeb/view.do?ntt_writ_date=20140924&parent_no=9&bbs_id=BBSMSTR_000000000004%5B깨진+링크(과거+내용+찾기)%5D
- 대를 잇는 포병인의 다짐 (국방일보 9월 18일) http://kookbang.dema.mil.kr/kookbangWeb/view.do?parent_no=4&bbs_id=BBSMSTR_000000000127&ntt_writ_date=20140918%5B깨진+링크(과거+내용+찾기)%5D
- "99% 편견 깨고 1%의 정예군으로" (국방일보 9월 18일) http://kookbang.dema.mil.kr/kookbangWeb/view.do?parent_no=10&bbs_id=BBSMSTR_000000000004&ntt_writ_date=20140918%5B깨진+링크(과거+내용+찾기)%5D
- '안전육군' 건설에 팔 걷었다 (국방일보 8월 29일) http://kookbang.dema.mil.kr/kookbangWeb/view.do?parent_no=8&bbs_id=BBSMSTR_000000000004&ntt_writ_date=20140829 보관됨 2014-09-03 - 웨이백 머신
- 육군포병학교, 병과학교 최초 안전실 개소 (광남일보 8월 28일) http://www.gwangnam.co.kr/read.php3?aid=1409137675193964023%5B깨진+링크(과거+내용+찾기)%5D
- 육군 부사관, 미 위탁교육서 '최우수' (국방일보 8월 28일) http://kookbang.dema.mil.kr/kookbangWeb/view.do?parent_no=5&bbs_id=BBSMSTR_000000000004&ntt_writ_date=20140828%5B깨진+링크(과거+내용+찾기)%5D
- 화력여전사로 새롭게 태어나다 (국방일보 8월 28일) http://kookbang.dema.mil.kr/kookbangWeb/view.do?parent_no=3&bbs_id=BBSMSTR_000000000127&ntt_writ_date=20140828%5B깨진+링크(과거+내용+찾기)%5D
- 올바른 장교-부사관 '소통이 답' (국방일보 8월 1일) http://kookbang.dema.mil.kr/kookbangWeb/view.do?parent_no=2&bbs_id=BBSMSTR_000000000004&ntt_writ_date=20140801%5B깨진+링크(과거+내용+찾기)%5D
- 전투달인 복귀행사 (국방일보 7월 29일) http://kookbang.dema.mil.kr/kookbangWeb/view.do?parent_no=2&bbs_id=BBSMSTR_000000000004&ntt_writ_date=20140729%5B깨진+링크(과거+내용+찾기)%5D
- 교관 안전의식 전우 살린다 (국방일보 7월 24일) http://kookbang.dema.mil.kr/kookbangWeb/view.do?parent_no=9&bbs_id=BBSMSTR_000000000004&ntt_writ_date=20140724%5B깨진+링크(과거+내용+찾기)%5D
- 화력운용 세미나 (국방일보 7월 23일) http://kookbang.dema.mil.kr/kookbangWeb/view.do?parent_no=1&bbs_id=BBSMSTR_000000000004&ntt_writ_date=20140723%5B깨진+링크(과거+내용+찾기)%5D
- 합동화력운용 달인 키운다 (국방일보 7월 17일) http://kookbang.dema.mil.kr/kookbangWeb/view.do?parent_no=1&bbs_id=BBSMSTR_000000000004&ntt_writ_date=20140717%5B깨진+링크(과거+내용+찾기)%5D
- '포병전투 사례집' 육군포병학교 사상 첫 발간 (국방일보 6월 30일) http://kookbang.dema.mil.kr/kookbangWeb/view.do?parent_no=3&bbs_id=BBSMSTR_000000000004&ntt_writ_date=20140630 보관됨 2014-09-03 - 웨이백 머신
- 최초 포병 여군장교 전방배치(국민일보 6월 19일) http://news.kmib.co.kr/article/view.asp?arcid=0922712709&code=11110000&sid1=per
- 교육을 진원으로 안전문화 전군 확산(국방일보 6월 19일) http://kookbang.dema.mil.kr/kookbangWeb/view.do?ntt_writ_date=20140619&parent_no=2&bbs_id=BBSMSTR_000000000004%5B깨진+링크(과거+내용+찾기)%5D
- 신임장교 교육훈련 방문기 1화(아미누리 5월 26일) http://armynuri.tistory.com/926
- 신입장교 교육훈련 방문기 2화(아미누리 5월 29일) http://armynuri.tistory.com/932
- 포병학교 - 미 2사단 안전관리 발전방안 논의(국방일보 5월 22일) http://kookbang.dema.mil.kr/kookbangWeb/view.do?ntt_writ_date=20140522&parent_no=36&bbs_id=BBSMSTR_000000000138%5B깨진+링크(과거+내용+찾기)%5D
- 전군 최초 포병여군 첫 실포탄 사격 훈련(국방일보 5월 16일) http://kookbang.dema.mil.kr/kookbangWeb/view.do?ntt_writ_date=20140516&parent_no=6&bbs_id=BBSMSTR_000000000004%5B깨진+링크(과거+내용+찾기)%5D
- 한ㆍ미 여군 포병 무기체계 이해 폭 넓혔다(국방일보 4월 3일) http://kookbang.dema.mil.kr/kookbangWeb/view.do?ntt_writ_date=20140403&parent_no=3&bbs_id=BBSMSTR_000000000004%5B깨진+링크(과거+내용+찾기)%5D
- 안전문화 확립...전투력 제고(국방일보 3월 20일) http://kookbang.dema.mil.kr/kookbangWeb/view.do?ntt_writ_date=20140320&parent_no=3&bbs_id=BBSMSTR_000000000004%5B깨진+링크(과거+내용+찾기)%5D
- 정신전력 대토론회 개최(국방일보 3월 13일) http://kookbang.dema.mil.kr/kookbangWeb/view.do?ntt_writ_date=20140313&parent_no=11&bbs_id=BBSMSTR_000000000004%5B깨진+링크(과거+내용+찾기)%5D
- 전투달인(재입대자) 복귀 행사(국방일보 3월 10일) http://kookbang.dema.mil.kr/kookbangWeb/view.do?ntt_writ_date=20140310&parent_no=4&bbs_id=BBSMSTR_000000000004%5B깨진+링크(과거+내용+찾기)%5D
- 국산 명품 무기체계 K-9 자주포(국방일보 2월 20일) http://kookbang.dema.mil.kr/kookbangWeb/view.do?ntt_writ_date=20140220&parent_no=51&bbs_id=BBSMSTR_000000000138%5B깨진+링크(과거+내용+찾기)%5D
- 미 화력센터와 군사업무협약 체결(국방일보 2월 7일) http://kookbang.dema.mil.kr/kookbangWeb/view.do?ntt_writ_date=20140207&parent_no=8&bbs_id=BBSMSTR_000000000004%5B깨진+링크(과거+내용+찾기)%5D
- 원격교육 발전 세미나 (국방일보 1월 27일) http://kookbang.dema.mil.kr/kookbangWeb/view.do?ntt_writ_date=20140127&parent_no=6&bbs_id=BBSMSTR_000000000004%5B깨진+링크(과거+내용+찾기)%5D
- 역사의식 무장...더 강해진 정예 포병(국방일보 1월 14일) http://kookbang.dema.mil.kr/kookbangWeb/view.do?ntt_writ_date=20140114&parent_no=1&bbs_id=BBSMSTR_000000000004%5B깨진+링크(과거+내용+찾기)%5D

### 2013년
- 국내 최초 다연장 발사체 '화차' 전시(국방일보 12월 24일) http://kookbang.dema.mil.kr/kookbangWeb/view.do?ntt_writ_date=20131224&parent_no=5&bbs_id=BBSMSTR_000000000004%5B깨진+링크(과거+내용+찾기)%5D
- 포병학교장 인터뷰(국방일보 12월 12일) http://kookbang.dema.mil.kr/kookbangWeb/view.do?ntt_writ_date=20131212&parent_no=1&bbs_id=BBSMSTR_000000001018%5B깨진+링크(과거+내용+찾기)%5D
- 미 위탁교육 한국군 지원 감사...현지인 표창 수여(국방일보 12월 6일) http://kookbang.dema.mil.kr/kookbangWeb/view.do?ntt_writ_date=20131206&parent_no=2&bbs_id=BBSMSTR_000000000004%5B깨진+링크(과거+내용+찾기)%5D
- 초군장교 포술경연대회(국방일보 10월 30일) http://kookbang.dema.mil.kr/kookbangWeb/view.do?ntt_writ_date=20131030&parent_no=3&bbs_id=BBSMSTR_000000000004%5B깨진+링크(과거+내용+찾기)%5D
- '야전포병대가'에 숨은 사연 밝혀졌다(국방일보 10월 25일) http://kookbang.dema.mil.kr/kookbangWeb/view.do?ntt_writ_date=20131025&parent_no=12&bbs_id=BBSMSTR_000000000004 보관됨 2014-02-23 - 웨이백 머신
- 자주포 정비ㆍ안전 세미나(국방일보 9월 23일) http://kookbang.dema.mil.kr/kookbangWeb/view.do?ntt_writ_date=20130923&parent_no=2&bbs_id=BBSMSTR_000000000004%5B깨진+링크(과거+내용+찾기)%5D
- 화력 운용능력 향상방안 세미나(국방일보 9월 6일) http://kookbang.dema.mil.kr/kookbangWeb/view.do?ntt_writ_date=20130906&parent_no=7&bbs_id=BBSMSTR_000000000004%5B깨진+링크(과거+내용+찾기)%5D
- 부사관 맞춤형 교육(국방일보 7월 31일) http://kookbang.dema.mil.kr/kookbangWeb/view.do?ntt_writ_date=20130731&parent_no=3&bbs_id=BBSMSTR_000000000004%5B깨진+링크(과거+내용+찾기)%5D
- 과학화 정비 교육 효과 쑥쑥(국방일보 7월 5일) http://kookbang.dema.mil.kr/kookbangWeb/view.do?ntt_writ_date=20130705&parent_no=3&bbs_id=BBSMSTR_000000000004%5B깨진+링크(과거+내용+찾기)%5D
- 포대장 전투지휘현장 인증 평가(국방일보 4월 30일) http://kookbang.dema.mil.kr/kookbangWeb/view.do?ntt_writ_date=20130430&parent_no=9&bbs_id=BBSMSTR_000000000004%5B깨진+링크(과거+내용+찾기)%5D
- 초군장교 야전지휘실습(국방일보 4월 18일) http://kookbang.dema.mil.kr/kookbangWeb/view.do?ntt_writ_date=20130418&parent_no=6&bbs_id=BBSMSTR_000000000004%5B깨진+링크(과거+내용+찾기)%5D
- 쌍방향 교육 등 원격교육 발전 세미나(국방일보 4월 17일) http://kookbang.dema.mil.kr/kookbangWeb/view.do?ntt_writ_date=20130417&parent_no=12&bbs_id=BBSMSTR_000000000004%5B깨진+링크(과거+내용+찾기)%5D
- 합동화력 운용 능력ㆍ개발 능력 UP(국방일보 3월 5일) http://kookbang.dema.mil.kr/kookbangWeb/view.do?ntt_writ_date=20130305&parent_no=7&bbs_id=BBSMSTR_000000000004%5B깨진+링크(과거+내용+찾기)%5D

## 같이 보기
- 상무대
  - 육군보병학교 (대한민국)
  - 육군기계화학교
  - 육군공병학교
  - 육군화생방학교